# Wim Bruyn
Willem Johannes (Wim) Bruyn (Amsterdam, 27 januari 1917 – Amsterdam, 8 september 2008) was een Nederlands socioloog, publicist en politicus.
Bruyn verrichtte tijdens de oorlogsjaren koeriersdiensten voor het verzet en heeft onderduikers gehuisvest. Na de oorlog studeerde hij sociologie aan de Universiteit van Amsterdam en trad in 1953 in dienst van de Afdeling Stadsontwikkeling van de gemeente Amsterdam. Hij was van beroep planoloog bij de gemeente Amsterdam, veel aandacht schonk hij in die jaren aan hoe de stad Amsterdam om zou moeten gaan met het Noordzeekanaal.
In de jaren vijftig en zestig was Bruyn actief lid van de PvdA. Hij schreef in de jaren zestig een tweetal boeken over de problematiek die voortkwam uit de immigratie van de ex-kolonialen richting Nederland. In de jaren zeventig werd hij lid van de Nederlandse Volks-Unie. In de jaren tachtig en negentig was hij actief voor de Centrumpartij en later de Centrum Democraten. Namens laatstgenoemde partij werd hij in 1990 in de Amsterdamse gemeenteraad verkozen, maar reeds na enkele maanden verliet hij de partij.

## Publicaties
- Het recht op apartheid: inleiding tot de Nederlandse problematiek (1965).
- De Verdrongen Rasfactor  (1968).
- Nederland voor de Nederlanders: Een vergeten hoofdstuk uit de Mensenrechten (1984).